# 愛海一夏
愛海 一夏（あいみ いちか、1984年8月26日 - ）は、日本のAV女優。
趣味は映画鑑賞。

## 略歴・人物
2009年にAVデビュー。所属事務所　チーズバーガー。

## 出演作品

### アダルトビデオ
2009年
- 地獄の黒き誘惑 アクメの餌食 2（11月14日、BabyEntertainment）

2010年
- 人妻湯恋旅行　No22（1月8日、ゴーゴーズ）
- ディープ・レズビアン　うぶ貝調教（1月30日、クリスタル映像）
- 極逝コレクター 悪魔の無限快楽拷問椅子　No4（2月6日、BabyEntertainment）
- おしり尻！尻！尻！ クイクイくねらせイキまくり Vol.01（2月7日、桃太郎映像出版）
- メガ顔騎（2月19日、深海（映天））
- 白キャバアフターセックス（3月7日、桃太郎映像出版）
- SUPER☆LADY（3月12日、GIGA）
- 嫁 男やもめの絶倫舅/毎朝 毎晩聞こえるアノ声/だらしない好き者女 舅（3月25日、FAプロ・プラチナ）
- 熟練人妻フェラ30人4時間（3月18日、グローリークエスト）
- 生撮り美人妻解放区　金〇マをスリスリ、スマタでヌプヌプ、手コキでシコシコ（3月19日、KISS MARK）
- Men’s コンビニエンス 6 （バスサロ:潜望鏡専門店）（4月1日、グレイズ）
- ふたなり美女スパイ＆男スパイ抜き地獄（4月2日、MKステージ）
- 奉仕妻 5人のドM妻たち… 熱いエロ汁溢れる痙攣肉壺に挿入（4月7日、桃太郎映像出版）
- お花見泥酔OL強姦スレスレ中出し（4月16日、虎堂）
- 禁親相姦肉欲絵図 非道徳有害図書 5（4月22日、FAプロ・プラチナ）
- マスかきしたい女たちの為に… 下劣で卑しいエロ本（4月25日、FAプロ・プラチナ）
- きれいな手（5月27日、SODクリエイト）
- 羞恥ヒロイン シルヴァーナ編（5月28日、GIGA）
- 山の手不倫妻　No1（6月7日、桃太郎映像出版）
- ピストン騎乗位6（6月8日、アロマ企画）
- 人妻密会　No2（6月11日、LEO）
- 手コキ検定受けませんか（6月18日、Allure）
- 人妻失禁マッサージ（6月18日、CAT’S EYE）
- 夢の手袋コキッ！（6月18日、UP(映天)）
- 発情 ひっそり息をひそめて性行為 2（6月25日、ながえスタイル）
- オフィスレディーのえっちな体験談（6月30日、LEO）
- 汚辱のトップレディー 暴かれた超高級どマゾコールガールの過去（7月1日、シネマジック）
- 男優桜井ちんたろうの調教日記2（7月1日、中嶋興業）
- ビデオ店のカワイイ店員は勃起チンポに弱い（7月16日、Allure）
- ディルドにまたがる女優たち4 ～お姉さん・熟女編～ （7月20日、アロマ企画）
- したたか女の本音 ああ～、誰でもいいからぶち込んで～（7月25日、Fプロジェクト）
- 人前だから燃える！マジックミラーSEX（7月25日、ながえスタイル）
- 絶倫義父とハマり狂う 色ぽい嫁/可愛い娘（7月25日、Fプロジェクト）
- 借金まみれの女子社員（7月25日、ながえスタイル）
- 知って得した公園SEXスポット　土曜の朝7時に散歩してるおじさんを誘って（8月6日、BOKKI BOKI）
- 本能に目覚め肉欲に狂う人妻たち10人　隣の奥さんを台所で調教する（8月7日、桃太郎映像出版）
- 淫らな舌と唇で睾丸舐めマッサージしてあげる（8月7日、ラハイナ東海）
- 酔った女にセンズリ見せつけ　No2（8月13日、Allure）
- 姉と妹 不倫の疼き（8月20日、GPミュージアム）
- 不倫 ～少し愛して、長～くHして～（8月25日、Fプロジェクト）
- 官能小説的レズビアン 狂おしき愛欲 2（8月25日、Fプロジェクト）
- 看護婦さん、精子採取センズリ手伝って下さい　No2（8月26日、H2 PROJECT）
- 人妻訪問介護　セックスボランティア（8月26日、H2 PROJECT）
- ZENTAI 全身タイツ de 尻コキ（10月1日、ヤブサメ（映天））
- 憑依変身ヒロイン フロンティア 奴隷化計画（10月8日、GIGA）
- 人妻自慰レシピ 欲情色野菜オナニー（10月12日、ラハイナ東海）
- 卑しい中年男の為に 眠っている女の宅配便（10月25日、FAプロ・プラチナ）
- ママとぼくのひみつ ママにまかせて♪お口でちんちんのお皮をむきむきして、ココに挿れれば、も～っと気持ちイイ射精が出来るのよ（11月5日、ヤブサメ（映天））
- 発射しても止まらない 悪戯な亀頭連続責め（11月5日、ヤブサメ（映天））
- 義姉（アネ）のススメ マゾ姉妹の夫婦交換（11月12日、JVD）
- ヒロイン恥辱討伐SUPERLADY ZERO（12月10日、GIGA）
- 密着生撮り 人妻不倫旅行×人妻湯恋旅行 collaboration ＃03 Side.B（12月23日、ゴーゴーズ）

2011年
- 私の淫乱妻を差し出します。 借金のカタに返済はマ●コで…（1月7日、桃太郎映像出版）
- 女体を味わい尽くすマニアックエロス『尻フェチ』（2月25日、ながえスタイル）
- やめられない不倫、とまらない浮気 既婚者たちの『いやらしい』不貞行為（2月25日、Fプロジェクト）
- 人妻性欲大図鑑 悶えまくりの四時間五人の妻達の性欲（3月4日、NEEDS）
- 夫を裏切る人妻大全集（3月25日、FAプロ・プラチナ）
- エネマクライマックス（4月1日、中嶋興業）
- ヒロイン催眠奴隷計画（4月8日、GIGA）
- オトナの玩具セールスレディ（4月20日、H2 PROJECT）
- 酔った男にイタズラする女（4月22日、Allure）
- 熟尻2（5月7日、桃太郎映像出版）
- ヒロイン擬態触手凌辱　SUPERLADY VS グラマー仮面（5月13日、GIGA）
- 最高級顔騎 ～豊満なお尻で最高の癒しを貴方に～（5月19日、V&Rプロダクツ）
- 貧乏だけど輝いている！たくましき女たちのエロス（5月25日、Fプロジェクト）
- SUPER LADY Ⅱ（6月10日、GIGA）
- いじって伸ばして包茎射精天国 2（6月20日、実録出版）
- ヘンリー塚本監督作品全集 傑作と言われるAV この世の性（6月25日、FAプロ・プラチナ）
- 世の中捨てたもんじゃねえ！ 枯れたおやじをその気にさせる『夢のファック！』（6月25日、Fプロジェクト）
- ディープレズビアン8時間SP（7月8日、クリスタル映像）
- この世で一番エロチックなセックス2　軍服と人妻と集団暴行（7月10日、FAプロ・プラチナ）
- 1週間洗っていない仮性包茎の激臭チンカス汚フェラ　No3（8月20日、RADIX）
- 強制女装娘　No4（8月20日、RADIX）
- 綺麗なボクの家畜ママ 近親相姦 歪みきった調教絵巻（9月2日、ヤブサメ（映天））
- スキモノ妻の台所調教 「ダメ！こんなトコロで！？」（9月7日、桃太郎映像出版）
- レズビアン アンダーグラウンド（9月25日、Fプロジェクト）
- 男優桜井ちんたろうの調教日記 ムチスペシャル（10月1日、中嶋興業）
- SUPERLADY Generation1（11月25日、GIGA）
- 若妻淫具 1（12月13日、赤ほたるいか）
- レズエステ人妻高級オイルマッサージ 6（12月20日、ピーターズ）
- 家事中のママにイタズラしてみた（12月23日、H2 PROJECT）
- 陰悶妻 No2（12月24日、アヴァ）
- 黒き魔装の誘惑3　Case of Superlady（2012年7月13日、GIGA）

### イメージビデオ
2009年
- パイパンFrontier（9月29日、オルスタックピクチャーズ）

2010年
- 女の旅湯 赤穂温泉編（3月29日、オルスタックピクチャーズ）

### 雑誌
2009年
- 週刊実話 10/29号（10月15日発行、日本ジャーナル出版）（グラビア）

2010年
- 月刊「特撮ヒロイン大作戦」2月号（2月26日発行、ギガ）（表紙）
- SM (エスエム) ネット 10月号 （8月23日発行、サニー出版）（表紙）
- 人妻X倶楽部 11月号 （9月24日発行、ワニマガジン）（グラビア）
- 月刊「特撮ヒロイン大作戦」5月号（5月28日発行、ギガ）（グラビア）
- 月刊「特撮ヒロイン大作戦」9月号（9月24日発行、ギガ）（グラビア）

2011年
- 月刊「特撮ヒロイン大作戦」6月号（5月27日発行、ギガ）（グラビア、ミニフォトブック）

## その他
2011年
- 抜けない女（NONBORDER ARTIST）（一般映画）
- 熟年夫婦と嫁と義弟　二世帯変態家族（6月10日～16日放送、パーフェクトチョイス）
- エロ過ぎるサルサダンス教室に潜入！～過剰に腰をくねらせる美人ダンサー（パラダイスTV）
- 人妻家政婦レ●プ　覗いた代償（11月25日～12月1日放送、パーフェクトチョイス）